# Statistische Systematik der Wirtschaftszweige in der Europäischen Gemeinschaft
Die Statistische Systematik der Wirtschaftszweige in der Europäischen Gemeinschaft (französisch Nomenclature statistique des activités économiques dans la Communauté européenne), meist nur als NACE bezeichnet, ist ein System zur Klassifizierung von Wirtschaftszweigen, das von Seiten der Europäischen Union auf Basis der ISIC (International Standard Industrial Classification of all Economic Activities) der Vereinten Nationen entworfen wurde. Ihr entspricht auch die Schweizerische Nomenclature Générale des Activités économiques (NOGA).
Diese Klassifikationen dienen zur Einordnung von Daten im Rahmen der gemeinsamen Statistik durch die Eurostat, wie auch die einzelstaatliche amtlichen Statistik, und bezieht sich auf statistische Einheiten, also einen einzelnen Betrieb oder eine Gruppe von Betrieben, die eine wirtschaftliche Gesamtheit, also ein Unternehmen oder einen Wirtschaftszweig, bilden.

## Aufbau
Eine NACE-Klasse ist für die detaillierte Zuordnung von Einheiten zu Wirtschaftszweigen relevant und die unter die einzelnen Klassen fallenden Einheiten üben so weit wie möglich die gleichen Tätigkeiten aus. Die NACE Rev. 2 gliedert sich in (in Klammern Rev 1.1):
- 21 Abschnitte (ehem. 17) – Buchstabencode
- 88 Abteilungen (ehem. 62) – zweistelliger Nummercode
- 272 Gruppen (ehem. 224) – dreistelliger Nummerncode
- 629 Klassen (ehem. 514) – vierstelliger Nummerncode

Gewisse Gruppen werden gemäß Verordnung (EG) Nr. 586/2001 zu fünf industriellen Hauptgruppen (Vorleistungsgüter, Investitionsgüter, Verbrauchsgüter, Gebrauchsgüter und Energie) aggregiert.

### Tabelle: NACE Rev. 2: Abschnitte und NACE Rev. 1.1
Die folgende Tabelle umfasst die Abschnitte und die Nummern der zugehörigen Abteilungen gemäß NACE Rev. 2 in der Fassung der Verordnung (EG) Nr. 1893/2006 und, diesen gegenübergestellt, die Abschnitte der NACE Rev. 1.1 in der Fassung der Verordnung (EG) Nr. 29/2002
| NACE Rev. 2 | NACE Rev. 2 | NACE Rev. 2 | NACE Rev. 1.1 | NACE Rev. 1.1 |
| Abteilungen | Abschnitt   | Bezeichnung | Abschnitt     | Bezeichnung |
| ----------- | ----------- | --- | ------------- | --- |
| 01–03       | A           | Land- und Forstwirtschaft, Fischerei | A             | Land- und Forstwirtschaft                                                                                            |
| 01–03       | A           | Land- und Forstwirtschaft, Fischerei | B             | Fischerei und Fischzucht                                                                                             |
| 05–09       | B           | Bergbau und Gewinnung von Steinen und Erden | C             | Bergbau und Gewinnung von Steinen und Erden                                                                          |
| 10–33       | C           | Verarbeitendes Gewerbe/Herstellung von Waren | D             | Herstellung von Waren                                                                                                |
| 35          | D           | Energieversorgung | E             | Energie- und Wasserversorgung                                                                                        |
| 36–39       | E           | Wasserversorgung; Abwasser- und Abfallentsorgung und Beseitigung von Umweltverschmutzungen                                                                              | E             | Energie- und Wasserversorgung                                                                                        |
| 41–43       | F           | Baugewerbe/Bau | F             | Bau |
| 45–47       | G           | Handel; Instandhaltung und Reparatur von Kraftfahrzeugen | G             | Handel; Instandhaltung und Reparatur von Kraftfahrzeugen und Gebrauchsgütern                                         |
| 49–53       | H           | Verkehr und Lagerei | (I)           | Verkehr und Nachrichtenübermittlung                                                                                  |
| 55–56       | I           | Gastgewerbe/Beherbergung und Gastronomie | H             | Beherbergungs- und Gaststätten                                                                                       |
| 58–63       | J           | Information und Kommunikation | I             | Verkehr und Nachrichtenübermittlung                                                                                  |
| 64–66       | K           | Erbringung von Finanz- und Versicherungsdienstleistungen | J             | Kreditinstitute und Versicherungen (ohne Sozialversicherung)                                                         |
| 68          | L           | Grundstücks- und Wohnungswesen | K             | Grundstücks- und Wohnungswesen, Vermietung beweglicher Sachen, Erbringung von unternehmensbezogenen Dienstleistungen |
| 69–75       | M           | Erbringung von freiberuflichen, wissenschaftlichen und technischen Dienstleistungen                                                                                     | K             | Grundstücks- und Wohnungswesen, Vermietung beweglicher Sachen, Erbringung von unternehmensbezogenen Dienstleistungen |
| 77–82       | N           | Erbringung von sonstigen wirtschaftlichen Dienstleistungen | K             | Grundstücks- und Wohnungswesen, Vermietung beweglicher Sachen, Erbringung von unternehmensbezogenen Dienstleistungen |
| 84          | O           | Öffentliche Verwaltung, Verteidigung; Sozialversicherung (→ Öffentlicher Dienst)                                                                                        | L             | Öffentliche Verwaltung, Verteidigung, Sozialversicherung                                                             |
| 85          | P           | Erziehung und Unterricht | M             | Erziehung und Unterricht                                                                                             |
| 86–88       | Q           | Gesundheits- und Sozialwesen | N             | Gesundheits-, Veterinär- und Sozialwesen                                                                             |
| 90–93       | R           | Kunst, Unterhaltung und Erholung | O             | Erbringung von sonstigen öffentlichen und persönlichen Dienstleistungen                                              |
| 94–96       | S           | Erbringung von sonstigen Dienstleistungen | O             | Erbringung von sonstigen öffentlichen und persönlichen Dienstleistungen                                              |
| 97–98       | T           | Private Haushalte mit Hauspersonal; Herstellung von Waren und Erbringung von Dienstleistungen durch private Haushalte für den Eigenbedarf ohne ausgeprägten Schwerpunkt | P             | Private Haushalte |
| 99          | U           | Exterritoriale Organisationen und Körperschaften | Q             | Exterritoriale Organisationen und Körperschaften                                                                     |

### Beispiel einer NACE-Klassifikation
Eine NACE-Klasse erhält also einen vierstelligen Code, und eine statistische Einheit wird in ihrer Tätigkeit der für sie relevanten Klasse zugeteilt. So wäre beispielsweise das Veröffentlichen eines Nachschlagewerkes im Internet:
Abschnitt J – Information und Kommunikation
63 Informationsdienstleistungen
63.1 Datenverarbeitung, Hosting und damit verbundene Tätigkeiten; Webportale
63.12 Webportale
Diese Klasse umfasst „den Betrieb sonstiger Websites, die als Internet-Portale fungieren, beispielsweise Medien-Websites mit regelmäßig aktualisiertem Inhalt“

## Geschichte
Die Entwicklung einer gemeinsamen europäischen Klassifikation datiert zurück in die 1960er-Jahre.
Die Nomenclature des Industries établies dans les Communautés Européennes ‚Systematik der Zweige des Produzierenden Gewerbes in den Europäischen Gemeinschaften‘ (NICE) wurde 1961–1963 erarbeitet, sie beruhte anfangs auf einem dreistelligen Code, und wurde später feiner untergliedert. Ihre Hauptgruppen waren Bergbau, die Energiewirtschaft, das Verarbeitendes Gewerbe/die Herstellung von
Waren und Baugewerbe/Bau. 1965 wurde die Nomenclature du Commerce dans la CEE ‚Nomenklatur des Handels in der EWG‘ (NCE) für die Zweige des Handels erstellt. 1967 kamen eine Nomenklatur für Dienstleistungen und eine für Landwirtschaft dazu.
Mit 1970 wurden diese Systeme zur NACE – Nomenclature générale des activités économiques dans les Communautés Européennes ‚Allgemeine Systematik der Wirtschaftszweige in den Europäischen Gemeinschaften‘ vereint. Sie hatte zwei Nachteile, zum einen war sie nicht Gemeinschaftsrecht, Daten wurden in der einzelstaatlichen Statistik innerhalb traditioneller Systeme erhoben, und andererseits wurde sie nicht in einem anerkannten internationalen Rahmen entwickelt.
Um auch eine internationale Vergleichbarkeit sicherzustellen, wurde beschlossen, die Internationale Standardklassifikation der Wirtschaftszweige (ISIC) Rev. 3 zu übernehmen, die im Februar 1989 von der Statistikkommission der Vereinten Nationen angenommen worden war. Der Grund für die europäische Version war die unzureichende Gliederung der Kennzahlen zur Beobachtung und Darstellung der europäischen Volkswirtschaften. Zudem galt es eine sachgerechte Überarbeitung eines solchen Klassifikationssystems vorzunehmen sowie den Veränderungen von Technologie und Wirtschaftsstrukturen Rechnung zu tragen. Dennoch wurde sichergestellt, eine Kompatibilität zwischen NACE und ISIC in Zusammenarbeit mit dem Statistischen Amt der Vereinten Nationen aufrechtzuerhalten. Die NACE Rev. 1 wurde mit der Verordnung Nr. 3037/90 des Rates vom 9. Oktober 1990 eingeführt.
2002 wurden einige kleinere Anpassungen, die NACE Rev. 1.1, vorgenommen, sie enthielt Aktualisierung neu entstandener Tätigkeiten (zum Beispiel Callcenter) und eine Anpassung an den Wandel in Wirtschaft und Technologie des ausgehenden 20. Jahrhunderts. Veröffentlicht wurde sie in der Verordnung (EG) Nr. 29/2002 der Kommission vom 19. Dezember 2001.
Gleichzeitig wurde aber auch eine Überarbeitung der NACE begonnen (Verordnung (EG) Nr. 1893/2006, Dezember 2006, Bestimmungen über die Umsetzung der NACE Rev. 2 und den koordinierten Übergang). Zwischen 2000 und 2007 wurde eine umfangreichere Revision internationaler und europäischer Güter- und Wirtschaftszweigsystematiken durchgeführt (Operation 2007), die in die Revision einflossen sind. Auch implementiert sie die aktuelle ISIC Rev. 4.
Die NACE Rev. 2 ist ein Kompromiss zwischen dem Detaillierungsgrad, wie er von „den Hauptnutzern“ gefordert wird, und der Arbeitsbelastung der statistischen Ämter. Die NACE Rev. 2 ist im Prinzip vom 1. Januar 2008 an für Statistiken, in denen auf Wirtschaftszweige Bezug genommen wird, anzuwenden (Artikel 8 NACE-Verordnung enthält Einzelheiten zur Umsetzung).
Seit 2025 gilt eine aktualisierte Fassung der NACE Rev. 2, die als NACE Rev. 2.1 bezeichnet wird. Die schreibt dazu: „Die NACE Rev. 2.1 führt auf allen Ebenen der Klassifikation neue Begriffe ein und strukturiert eine Reihe der bestehenden Positionen um. Gleichzeitig wurden Anstrengungen unternommen, die Struktur der Klassifikationen in all jenen Bereichen beizubehalten, die nicht ausdrücklich eine Änderung aufgrund der neuen Begriffe erfordern.“

## Verwandte Klassifikationen
Zentrales Anliegen der NACE Rev. 2 ist auch der Abgleich mit den anderen statistischen Systematiken, die innerhalb der EG und im Umgang mit der internationalen Ebene verwendet werden.

### Europaebene
CPA
Europäische Güterklassifikation in Verbindung mit den Wirtschaftszweigen (Classification of Products by Activity)
KN
Kombinierte Nomenklatur – Europäische Warensystematik für die Außenhandelsstatistik verwendete europäische Warensystematik
PRODCOM
Europäisches System für Produktionsstatistiken im Bergbau und Verarbeitenden Gewerbe/der Herstellung von Waren für die Statistik der Industrieproduktion in der EU

### Internationale Ebene
ISIC
International Standard Industrial Classification (Internationale Standardklassifikation der Wirtschaftszweige) der Vereinten Nationen
CPC
Central Product Classification (Zentrale Gütersystematik) der Vereinten Nationen
BEC
Broad Economic Categories (Systematik der Güter nach großen Wirtschaftskategorien), Klassifikation der Vereinten Nationen für die Gruppierung der Außenhandelsgüter nach großen wirtschaftlich wichtigen Kategorien für die Wirtschaftsanalyse
SITC
Standard International Trade Classification (Internationales Warenverzeichnis für den Außenhandel) der Vereinten Nationen
HS
Harmonisiertes System zur Bezeichnung und Codierung der Waren der Weltzollorganisation
Neben den EU-Mitgliedstaaten verwenden auch Norwegen und die Schweiz eine NACE-kompatible Statistik, wie auch ungefähr zehn weitere Staaten außerhalb der EU bzw. die Kandidatenländer wie die Türkei. Über 150 Länder in der ganzen Welt verwenden Wirtschaftszweigsystematiken, die entweder auf der NACE oder auf der ISIC beruhen.

## Verfügbarkeit
Die NACE steht u. a. auf dem Online-Klassifikationsserver „RAMON“ der EU-Behörde Eurostat zur Verfügung.

## Nationale Verwendung
Die gemeinsame statistische Systematik der Wirtschaftszweige „verbessert die Vergleichbarkeit zwischen nationalen, gemeinschaftlichen und internationalen Klassifikationen und somit auch von nationalen, gemeinschaftlichen und internationalen Statistiken.“ Zur Berücksichtigung nationaler Notwendigkeiten können die Mitgliedstaaten gemäß Artikel 4 der Verordnung jedoch zusätzliche Positionen und Ebenen in ihren nationalen Klassifikationen einführen, die die NACE weiter untergliedern.
- Die in der deutschen amtlichen Statistik gebräuchliche Klassifikation der Wirtschaftszweige WZ 2003 baut auf NACE Rev. 1.1 auf. Die aktuelle Ausgabe 2008, auch WZ 2008 genannt, baut auf NACE Rev. 2 auf.
- ÖNACE ist der Name des in Österreich gebräuchlichen Klassifikationssystems. Im Jänner 2008 wurde das bisherige System (ÖNACE 2003, basierend auf NACE Rev. 1.1) revidiert. Die derzeitige Klassifikation heißt ÖNACE 2008 und basiert auf NACE Rev.2.[14][15]
- Schweizerische Übernahme ist die Systematik NOGA (Nomenclature Générale des Activités économiques), deren aktuelle Version die NOGA 2008 ist, welche auf der NACE Rev. 2 beruht. Die NOGA-Systematik wird vom Bundesamt für Statistik betreut und von diesem auch in vielen eigenen Erhebungen angewendet.[16]

## Normen und Gesetze
- NACE Rev. 2: Verordnung (EG) Nr. 1893/2006 des Europäischen Parlaments und des Rates vom 20. Dezember 2006 zur Aufstellung der statistischen Systematik der Wirtschaftszweige NACE Revision 2 und zur Änderung der Verordnung (EWG) Nr. 3037/90 des Rates sowie einiger Verordnungen der EG über bestimmte Bereiche der Statistik

Vorgängerversionen:
- NACE Rev. 1.1: Verordnung (EG) Nr. 29/2002 der Kommission vom 19. Dezember 2001 zur Änderung der Verordnung (EWG) Nr. 3037/90 des Rates betreffend die statistische Systematik der Wirtschaftszweige in der Europäischen Gemeinschaft
- NACE Rev. 1: Verordnung (EWG) Nr. 3037/90 des Rates vom 9. Oktober 1990 betreffend die statistische Systematik der Wirtschaftszweige in der Europäischen Gemeinschaft